# Snježnik
Snježnik je krška planina u zaleđu Rijeke, u zapadnom dijelu Gorskoga kotara. S vrha je lijep pogled na Kvarnerske otoke, Riječki zaljev, Obruč, Istru i njen najviši vrh Učku, slovenski Snežnik, a iza njega pri dobroj vidljivosti mogu se vidjeti Kamniško-Savinjske Alpe. Planinski masiv Snježnika smješten je sjeverozapadno od nešto višeg Risnjaka. Prema jugoistoku mogu se vidjeti vrh Veliki Risnjak, Velika Kapela i u pozadini Velebit.
Snježnik je 10 km dugačak kameniti greben koji se proteže u smjeru od sjeverozapada prema jugoistoku, okružen gorskim livadama.  Ime je dobio po velikim količinama snijega koji se, unatoč blizini mora, zadržava sve do kasnog proljeća. U neposrednoj blizini vrha nalaze se prirodna staništa krškog runolista (Leontopodinum alpinum ssp. krasense), a 16 m ispod vrha je planinarska kuća Snježnik. Vršno područje Snježnika nalazi se u Nacionalnom parku Risnjak. Zahvaljujući izdvojenom položaju i visini, pogled koji se pruža s vidikovca na 1506 metara nad morem jedan od najljepših u Hrvatskoj.

## Vanjske poveznice
|  | Zajednički poslužitelj ima još gradiva o temi Snježnik |